# Smyrnella
Smyrnella es un género de foraminífero bentónico considerado un sinónimo posterior de Globocassidulina de la subfamilia Cassidulininae, de la familia Cassidulinidae, de la superfamilia Cassidulinoidea, del suborden Buliminina y del orden Buliminida. Su especie tipo era Cassidulina oblonga. Su rango cronoestratigráfico abarca desde el Mioceno medio hasta la Actualidad.

## Discusión
Clasificaciones previas incluían Smyrnella en el suborden Rotaliina del orden Rotaliida.

## Clasificación
Smyrnella incluía a las siguientes especies:
- Smyrnella crassa, aceptado como Globocassidulina crassa
  - Smyrnella crassa antarctica
  - Smyrnella crassa complanata
  - Smyrnella crassa minima
  - Smyrnella crassa pulchra
- Smyrnella luculenta
- Smyrnella oblonga
- Smyrnella patula
- Smyrnella pseudoluculenta
- Smyrnella subcalifornica
  - Smyrnella subcalifornica bulloides
  - Smyrnella subcalifornica nordica